# Calonarius ionochlorus
Espèce
Statut de conservation UICN

 NT  : Quasi menacé
Calonarius ionochlorus est une espèce de champignons basidiomycètes de la famille des Cortinariaceae.

## Description
Ce champignon présente un chapeau vert olive pouvant aller jusqu'au brun. Il mesure entre 5 et 8 cm de diamètre. Les lamelles de cette espèces sont de couleur lilas.
La chair du sporophore est jaune.

## Habitat et répartition
C'est un champignon rarement observé. Il s'agit d'une espèce méditerranéenne mais elle est parfois aperçue dans d'autres régions, comme celle de la Forêt Noire depuis 1994.
On le retrouve sous les chênes.

## Statut de protection
Cette espèce fait l'objet d'un classement en liste rouge de l'UICN dans plusieurs régions françaises.
Il est classé « NT » (quasi menacé) en région Midi-Pyrénées, « EN » (en danger) pour les régions Franche-Comté et Auvergne-Rhône-Alpes, et « VU » (vulnérable) en région Alsace.
Une étude, menée conjointement en France par l’UICN, l’OFB, le MNHN et l’AdoniF sur le statut de conservation dans le pays de plus de 250 champignons, a été publiée en avril 2024, afin de permettre une meilleure protection et un meilleur recensement des espèces concernées.

## Systématique
Le nom correct complet avec auteur de ce taxon est Calonarius ionochlorus (Maire) Niskanen (d) & Liimat. (d), 2022,.
L'espèce a été initialement classée dans le genre Cortinarius sous le basionyme Cortinarius ionochlorus Maire, 1937,. L'espèce a été découverte sous des Quercus en terrain calcaire dans les environs de Figaró-Montmany (El Figueró en catalan).
Calonarius ionochlorus a pour synonymes :
- Cortinarius atrovirens subsp. ionochlorus (Maire) Vizzini & Gasparini, 2008
- Cortinarius ionochlorus var. ionochlorus
- Cortinarius ionochlorus Maire, 1937

## Publications originales
- Sous le taxon actuel, Calonarius ionochlorus :
  - (en) K. Liimatainen, JT. Kim, L. Pokorny, PM. Kirk, B. Dentinger, T. Niskanen, « Taming the beast: a revised classification of Cortinariaceae based on genomic data », Fungal diversity, vol. 112,‎ 2022, p. 89-170 (lire en ligne)
- Sous son basionyme, Cortinarius ionochlorus :
  - (la + fr) René Charles Joseph Maire, « Fungi Catalaunici. Series altera. Contribution à l'étude de la Flore Mycologique de la Catalogne », Publicacions de l'Institut Botànic, Barcelone, vol. 3, no 4,‎ 10 mars 1937, p. 1-128 (lire en ligne, consulté le 5 mai 2024).